# Spalerosophis microlepis
Espèce
Synonymes
- Zamensis microlepis (Jan, 1865)

Statut de conservation UICN

 LC  : Préoccupation mineure
Spalerosophis microlepis  est une espèce de serpents de la famille des Colubridae.

## Répartition
Cette espèce est endémique d'Iran.

## Publication originale
- Jan, 1865 : Prime linee dúna fauna della Persia occidentale, p. 342-357 in de Filippi, 1865 : Note di un Viaggio in Persia nel 1862, G. Daelli & C. Editori, Milan, p. 1-369.